# Nesolynx fulvocephala
Nesolynx fulvocephala är en stekelart som först beskrevs av Jean Risbec 1951.  Nesolynx fulvocephala ingår i släktet Nesolynx och familjen finglanssteklar. Inga underarter finns listade i Catalogue of Life.